# Silver Link
Silver Link., Inc. (株式会社シルバーリンク, Kabushiki gaisha Shirubā Rinku, stylisée SILVER LINK.) est un studio d'animation japonais fondé en décembre 2007. Il est spécialisé dans la production d'anime.

## Histoire
Hayato Kaneko, producteur chez Frontline (ja), fonde indépendamment la société de production Silver Link., Inc. en décembre 2007.
Sa principale activité au début était de faire de la sous-traitance d'animation en étant un gross uke (ja). En 2009, Tayutama: Kiss on my Deity est leur première production sous contrat ; puis en 2010, Baka to Test to Shōkanjū est leur première série investie avec un comité de production (ja).
En 2012, le studio d'animation Connect est fondé en tant que filiale de Silver Link ; la majorité de ses productions sont coproduite avec la maison-mère.
Le 1er février 2016, la société BEEP fusionne avec Silver Link, menant à la création d'un département à l'étranger qui reprend les activités de l'entreprise à l'étranger.
Dans son plan de gestion à moyen terme, la société se réorganise au cours de l'année 2020 en cherchant à renforcer ses activités. Annoncé dans le numéro supplémentaire du 17 juillet 2020 du journal officiel du Japon, le Kanpō (ja), Silver Link absorbera et dissoudra sa filiale Connect dans son intégralité, et en héritera également de tous les droits qu'elle détenait, ; la fusion prenant effet à partir d'octobre 2020. Le 3 août 2020, Asahi Broadcasting Group Holdings (société holding de Asahi Broadcasting Corporation) a annoncé l'acquisition de Silver Link qui fait d'elle sa filiale,.

## Production

### Séries télévisées
| Année | Titre                                                                                   | Chaîne d'origine | Dates de 1re diffusion | Dates de 1re diffusion | Nb. éps.   | Notes |
| Année | Titre                                                                                   | Chaîne d'origine | Début                  | Fin                    | Nb. éps.   | Notes |
| ----- | --------------------------------------------------------------------------------------- | ---------------- | ---------------------- | ---------------------- | ---------- | --- |
| 2009  | Tayutama: Kiss on my Deity                                                              | CTC              | 5 avril 2009           | 21 juin 2009           | 12         | Basée sur le visual novel de Lump of Sugar (en).                                                               |
| 2010  | Baka to Test to Shōkanjū                                                                | TV Tokyo         | 6 janvier 2010         | 31 mars 2010           | 13         | Basée sur la série de light novel écrite par Kenji Inoue et illustrée par Yui Haga.                            |
| 2011  | Baka to Test to Shōkanjū Ni!                                                            | TV Tokyo         | 7 juillet 2011         | 29 septembre 2011      | 13         | Suite de la première saison.                                                                                   |
| 2011  | C³ (en)                                                                                 | AT-X             | 1er octobre 2011       | 17 décembre 2011       | 12         | Basée sur la série de light novel écrite par Hazuki Minase et illustrée par Sasorigatame.                      |
| 2012  | Dusk Maiden of Amnesia                                                                  | SUN              | 8 avril 2012           | 24 juin 2012           | 12         | Basée sur la série de manga du duo Maybe.                                                                      |
| 2012  | Chitose Get You!! (ja)                                                                  | AT-X             | 1er juillet 2012       | 23 décembre 2012       | 26         | Basée sur la série de manga d'Etsuya Mashima.                                                                  |
| 2012  | Kokoro Connect                                                                          | tvk              | 7 juillet 2012         | 29 septembre 2012      | 13         | Basée sur la série de light novel écrite par Sadanatsu Anda et illustrée par Shiromizakana.                    |
| 2012  | Onii-chan dakedo Ai sae Areba Kankeinai yo ne!                                          | AT-X             | 5 octobre 2012         | 21 décembre 2012       | 12         | Basée sur la série de light novel écrite par Daisuke Suzuki et illustrée par Gekka Urū.                        |
| 2012  | Kokoro Connect: Michi Random                                                            | AT-X             | 30 décembre 2012       | 30 décembre 2012       | 4          | Les quatre derniers épisodes de Kokoro Connect.                                                                |
| 2013  | Watashi ga motenai no wa dō kangaetemo omaera ga warui!                                 | TV Tokyo         | 8 juillet 2013         | 23 septembre 2013      | 12         | Basée sur la série de manga de Nico Tanigawa.                                                                  |
| 2013  | Fate/kaleid liner Prisma☆Illya                                                          | Tokyo MX         | 13 juillet 2013        | 14 septembre 2013      | 10         | Basée sur la série de manga de Hiroshi Hiroyama.                                                               |
| 2013  | Strike the Blood                                                                        | AT-X             | 4 octobre 2013         | 28 mars 2014           | 24         | Basée sur la série de light novel écrite par Gakuto Mikumo et illustrée par Manyako ; Coproduite avec Connect. |
| 2013  | Non Non Biyori                                                                          | TV Tokyo         | 8 octobre 2013         | 24 décembre 2013       | 12         | Basée sur la série de manga d'Atto.                                                                            |
| 2014  | No-Rin (ja)                                                                             | Tokyo MX         | janvier 2014           | mars 2014              | 12         | Basée sur la série de light novel écrite par Shirow Shiratori et illustrée par Kippu.                          |
| 2014  | Fate/kaleid liner Prisma☆Illya 2wei!                                                    | Tokyo MX         | 10 juillet 2014        | 11 septembre 2014      | 10         | Suite de Fate/kaleid liner Prisma☆Illya.                                                                       |
| 2014  | Rokujōma no shinryakusha!? (en)                                                         | Tokyo MX         | 12 juillet 2014        | 27 septembre 2014      | 12         | Basée sur la série de light novel écrite par Takehaya et illustrée par Poco.                                   |
| 2014  | Girl Friend Beta (en)                                                                   | TV Tokyo         | 13 octobre 2014        | 29 décembre 2014       | 12         | Basée sur le jeu mobile de CyberAgent.                                                                         |
| 2015  | Yuri Kuma Arashi                                                                        | Tokyo MX         | 6 janvier 2015         | 31 mars 2015           | 12         | Œuvre originale.                                                                                               |
| 2015  | Chaos Dragon                                                                            | Tokyo MX         | 2 juillet 2015         | 17 septembre 2015      | 12         | Basée sur le jeu de rôle Red Dragon (ja) ; coproduite avec Connect.                                            |
| 2015  | Non Non Biyori Repeat                                                                   | TV Tokyo         | 7 juillet 2015         | 21 septembre 2015      | 12         | Suite de Non Non Biyori.                                                                                       |
| 2015  | Fate/kaleid liner Prisma☆Illya 2wei Herz!                                               | Tokyo MX         | 25 juillet 2015        | 26 septembre 2015      | 10         | Suite de Fate/kaleid liner Prisma Illya 2wei!.                                                                 |
| 2015  | Chivalry of a Failed Knight                                                             | AT-X             | 3 octobre 2015         | 19 décembre 2015       | 12         | Basée sur la série de light novel écrite par Riku Misora et illustrée par Won ; coproduite avec Nexus.         |
| 2015  | Ore ga ojōsama gakkō ni “Shomin Sample” toshite rachirareta ken (en)                    | AT-X             | 7 octobre 2015         | 23 décembre 2015       | 12         | Basée sur la série de light novel écrite par Tōki Yanagimi et illustrée par Kippu.                             |
| 2015  | Tai-madō gakuen 35 shiken shōtai (en)                                                   | Tokyo MX         | 8 octobre 2015         | 24 décembre 2015       | 12         | Basée sur la série de light novel écrite par Takafumi Nanatsuki et illustrée par Gekka Urū.                    |
| 2016  | Anne Happy (en)                                                                         | AT-X             | 7 avril 2016           | 23 juin 2016           | 12         | Basée sur la série de manga de Cotoji.                                                                         |
| 2016  | Tanaka-kun wa itsumo kedaruge (ja)                                                      | Tokyo MX         | 9 avril 2016           | 25 juin 2016           | 12         | Basée sur la série de manga de Nozomi Uda.                                                                     |
| 2016  | Fate/kaleid liner Prisma☆Illya 3rei!!                                                   | AT-X             | 6 juillet 2016         | 21 septembre 2016      | 12         | Suite de Fate/kaleid liner Prisma Illya 2wei Herz!.                                                            |
| 2016  | Ange Vierge (ja)                                                                        | Tokyo MX         | 10 juillet 2016        | 25 septembre 2016      | 12         | Basée sur le jeu de cartes à collectionner de Kadokawa et de Sega ; coproduite avec Connect.                   |
| 2016  | Magic of Stella (ja)                                                                    | AT-X             | 3 octobre 2016         | 19 décembre 2016       | 12         | Basée sur la série de manga de Cloba.U.                                                                        |
| 2016  | Brave Witches                                                                           | Tokyo MX         | 6 octobre 2016         | 29 décembre 2016       | 12         | Série dérivée de Strike Witches.                                                                               |
| 2017  | Masamune-kun's Revenge                                                                  | Tokyo MX         | 5 janvier 2017         | 23 mars 2017           | 12         | Basée sur la série de manga écrite par Hazuki Takeoka et dessinée par Tiv.                                     |
| 2017  | Chaos;Child (en)                                                                        | AT-X             | 11 janvier 2017        | 29 mars 2017           | 12         | Basée sur le visual novel de 5pb..                                                                             |
| 2017  | Busō Shōjo Machiavellism                                                                | AT-X             | 5 avril 2017           | 21 juin 2017           | 12         | Basée sur la série de manga de Yūya Kurokami ; coproduite avec Connect.                                        |
| 2017  | Battle Girl High School                                                                 | BS11             | 3 juillet 2017         | 18 septembre 2017      | 12         | Basée sur le jeu social de COLOPL.                                                                             |
| 2017  | Restaurant to Another World                                                             | TV Tokyo         | 4 juillet 2017         | 19 septembre 2017      | 12         | Basée sur la série de light novel écrite par Junpei Inuzuka et illustrée par Katsumi Enami.                    |
| 2017  | Two Car (en)                                                                            | AT-X             | 8 octobre 2017         | 24 décembre 2017       | 12         | Œuvre originale.                                                                                               |
| 2017  | Imōto sae ireba ii.                                                                     | Tokyo MX         | 8 octobre 2017         | 24 décembre 2017       | 12         | Basée sur la série de light novel écrite par Yomi Hirasaka et illustrée par Kantoku.                           |
| 2018  | Mitsuboshi Colors (en)                                                                  | AT-X             | 7 janvier 2018         | 25 mars 2018           | 12         | Basée sur la série de manga de Katsuwo.                                                                        |
| 2018  | Death March to The Parallel World Rhapsody                                              | AT-X             | 11 janvier 2018        | 29 mars 2018           | 12         | Basée sur la série de light novel écrite par Hiro Ainana et illustrée par shri ; coproduite avec Connect.      |
| 2018  | Butlers: Chitose Momotose Monogatari (ja)                                               | KBS              | 12 avril 2018          | 28 juin 2018           | 12         | Œuvre originale.                                                                                               |
| 2018  | Sunohara-sō no kanrinin-san (en)                                                        | AT-X             | 5 juillet 2018         | 20 septembre 2018      | 12         | Basée sur la série de manga de Nekoume.                                                                        |
| 2019  | Circlet Princess (en)                                                                   | Tokyo MX         | 8 janvier 2019         | 26 mars 2019           | 12         | Basée sur le jeu sur navigateur de DMM.com (ja).                                                               |
| 2019  | Midara na Ao-chan wa benkyō ga dekinai (en)                                             | MBS              | 6 avril 2019           | 22 juin 2019           | 12         | Basée sur la série de manga de Ren Kawahara.                                                                   |
| 2019  | Kenja no mago                                                                           | AT-X             | 10 avril 2019          | 26 juin 2019           | 12         | Basée sur la série de light novel écrite par Tsuyoshi Yoshioka et illustrée par Seiji Kikuchi.                 |
| 2019  | Naka no Hito Genome [Jikkyōchū]                                                         | AT-X             | 7 juillet 2019         | 22 septembre 2019      | 12         | Basée sur la série de manga d'Osora.                                                                           |
| 2020  | Bofuri : Je suis pas venue ici pour souffrir alors j'ai tout mis en défense.            | AT-X             | 8 janvier 2020         | 25 mars 2020           | 12         | Basée sur la série de light novel écrite par Yūmikan et illustrée par Koin.                                    |
| 2020  | My Next Life as a Villainess: All Routes Lead to Doom!                                  | MBS              | 5 avril 2020           | 21 juin 2020           | 12         | Basée sur la série de light novel écrite par Satoru Yamaguchi et illustrée par Nami Hidaka.                    |
| 2020  | The Misfit of Demon King Academy                                                        | Tokyo MX         | 4 juillet 2020         | 26 septembre 2020      | 13         | Basée sur la série de light novel écrite par Shū et illustrée par Yoshinori Shizuma.                           |
| 2020  | Our Last Crusade or the Rise of a New World                                             | Tokyo MX         | 7 octobre 2020         | 23 décembre 2020       | 12         | Basée sur la série de light novel écrite par Kei Sazane et illustrée par Ao Nekonabe.                          |
| 2021  | Non Non Biyori Nonstop                                                                  | TV Tokyo         | 11 janvier 2021        | 29 mars 2021           | 12         | Suite de Non Non Biyori Repeat.                                                                                |
| 2021  | My Next Life as a Villainess: All Routes Lead to Doom! X                                | MBS              | 3 juillet 2021         | 18 septembre 2021      | 12         | Suite de My Next Life as a Villainess: All Routes Lead to Doom!.                                               |
| 2021  | The Dungeon of Black Company                                                            | Tokyo MX         | 9 juillet 2021         | 24 septembre 2021      | 12         | Basée sur la série de manga de Yōhei Yasumura.                                                                 |
| 2021  | The Great Jahy Will Not Be Defeated!                                                    | ABC              | 1er août 2021          | 19 décembre 2021       | 20         | Basée sur la série de manga de Wakame Konbu.                                                                   |
| 2021  | The World's Finest Assassin Gets Reincarnated in Another World as an Aristocrat         | AT-X             | 6 octobre 2021         | 22 décembre 2021       | 12         | Basée sur la série de light novel écrite par Rui Tsukuyo. Co-produit avec le Studio Palette.                   |
| 2021  | Deep Insanity: The Lost Child (en)                                                      | Tokyo MX         | 12 octobre 2021        | 29 décembre 2021       | 12         | Basée sur le jeu pour smartphone de Square Enix.                                                               |
| 2022  | The Greatest Demon Lord Is Reborn as a Typical Nobody                                   | AT-X             | 6 avril 2022           | À venir                | À annoncer | Basée sur la série de light novel écrite par Myōjin Katō. Co-produit avec Blade.                               |
| 2022  | When Will Ayumu Make His Move?                                                          | TBS              | juillet 2022           | À venir                | À annoncer | Basée sur la série de manga de Sōichirō Yamamoto.                                                              |
| 2023  | Bofuri : Je suis pas venue ici pour souffrir alors j'ai tout mis en défense. (saison 2) | À annoncer       | 11 janvier 2023        | À venir                | À annoncer | Suite de Bofuri : Je suis pas venue ici pour souffrir alors j'ai tout mis en défense.                          |
| 2023  | Ragna crimson                                                                           | À annoncer       | À annoncer             | À annoncer             | À annoncer | Basée sur la série de manga de Daiki Kobayashi                                                                 |
| 2023  | The Misfit of Demon King Academy (saison 2)                                             | À annoncer       | 8 janvier 2023         | à venir                | À annoncer | Suite de The Misfit of Demon King Academy.                                                                     |
| 2024  | Mission: Yozakura Family                                                                | MBS              | 7 avril 2024           | À venir                | À annoncer | Basée sur la série de manga de Gondaira Hitsuji.                                                               |

### Films d'animation
| Année | Titre                                                      | Date(s) de sortie | Notes                                                                              |
| ----- | ---------------------------------------------------------- | ----------------- | ---------------------------------------------------------------------------------- |
| 2017  | Chaos;Child: Silent Sky (en)                               | 17 juin 2017      | Suite de Chaos;Child.                                                              |
| 2017  | Fate/kaleid liner Prisma☆Illya: Sekka no Chikai            | 26 août 2017      | Suite de Fate/kaleid liner Prisma Illya 3rei!!.                                    |
| 2018  | Non Non Biyori Vacation                                    | 25 août 2018      | Adaptation de l'arc Okinawa Ryokō (沖縄旅行, litt. « Voyage à Okinawa ») du manga. |
| 2021  | Fate/kaleid liner Prisma☆Illya: Licht - Namae no nai shōjo | 27 août 2021      | Suite de Fate/kaleid liner Prisma☆Illya: Sekka no Chikai.                          |

### ONA
| Année | Titre                          | Site d'origine | Dates de 1re diffusion | Dates de 1re diffusion | Nb. éps. | Notes                                                                                          |
| Année | Titre                          | Site d'origine | Début                  | Fin                    | Nb. éps. | Notes                                                                                          |
| ----- | ------------------------------ | -------------- | ---------------------- | ---------------------- | -------- | ---------------------------------------------------------------------------------------------- |
| 2012  | Kyō no Asuka Show (ja)         | VideoMarket    | 3 août 2012            | 5 janvier 2013         | 20       | Basée sur le manga de Taishi Mori.                                                             |
| 2014  | Bonjour♪Koiaji Pâtisserie (ja) | Niconico       | 10 octobre 2014        | 20 mars 2015           | 24       | Basée sur le jeu mobile développé par more games et édité par Ameba ; coproduite avec Connect. |

### OAV
| Année | Titre                                                   | Date(s) de sortie                   | Nb. éps. | Notes                                                                                            |                                                                                     |
| ----- | ------------------------------------------------------- | ----------------------------------- | -------- | ------------------------------------------------------------------------------------------------ | ----------------------------------------------------------------------------------- |
| 2011  | Baka to Test to Shōkanjū: Matsuri                       | 23 février 2011 — 30 mars 2011      | Nb. éps. | 2                                                                                                | Basée sur la série de light novel écrite par Kenji Inoue et illustrée par Yui Haga. |
| 2012  | C³ (en)                                                 | 25 avril 2012                       | 1        | 13e épisode de la série non diffusé inclus dans le 5e coffret Blu-ray/DVD de la série télévisée. |                                                                                     |
| 2012  | Otome wa boku ni koishiteru: Futari no Elder            | 29 août 2012 — 24 octobre 2012      | 3        | Basée sur le visual novel pour adultes de Caramel Box.                                           |                                                                                     |
| 2012  | Dusk Maiden of Amnesia                                  | 28 novembre 2012                    | 1        | 13e épisode de la série non diffusé inclus dans le 6e coffret Blu-ray/DVD de la série télévisée. |                                                                                     |
| 2014  | Fate/kaleid liner Prisma☆Illya                          | 10 mars 2014                        | 1        | Épisode bonus publié avec l'édition limitée du 4e volume du manga.                               |                                                                                     |
| 2014  | Non Non Biyori                                          | 23 juillet 2014                     | 1        | Épisode bonus publié avec l'édition limitée du 7e volume du manga.                               |                                                                                     |
| 2014  | Alice in Borderland                                     | 15 octobre 2014 — 16 février 2015   | 3        | Basée sur le manga écrit et dessiné par Haro Asō ; coproduite avec Connect.                      |                                                                                     |
| 2014  | Watashi ga motenai no wa dō kangaetemo omaera ga warui! | 22 octobre 2014                     | 1        | 13e épisode de la série non diffusé publié avec l'édition limitée du 7e volume du manga.         |                                                                                     |
| 2014  | Strike Witches: Operation Victory Arrow                 | 12 décembre 2014 — 31 juillet 2015  | 3        | Suite de Strike Witches 2.                                                                       |                                                                                     |
| 2015  | Fate/kaleid liner Prisma☆Illya 2wei!                    | 25 juillet 2015                     | 1        | Épisode bonus publié avec l'édition limitée du 6e volume du manga.                               |                                                                                     |
| 2015  | Strike the Blood: Valkyria no ōkoku-hen                 | 25 novembre 2015 — 23 décembre 2015 | 2        | Suite de Strike the Blood ; coproduite avec Connect.                                             |                                                                                     |
| 2016  | Tanaka-kun wa itsumo kedaruge (ja)                      | 24 juin 2016 — 22 juillet 2016      | 2        | Épisodes bonus inclus dans les coffrets Blu-ray/DVD de la série télévisée.                       |                                                                                     |
| 2016  | Non Non Biyori Repeat                                   | 23 septembre 2016                   | 1        | Épisode bonus publié avec l'édition limitée du 10e volume du manga.                              |                                                                                     |
| 2016  | Strike the Blood II                                     | 23 novembre 2016 — 24 mai 2017      | 8        | Suite à Strike the Blood: Valkyria no ōkoku-hen ; coproduite avec Connect.                       |                                                                                     |
| 2017  | Magic of Stella (ja)                                    | 24 février 2017 — 24 mars 2017      | 2        | Épisodes bonus inclus dans les coffrets Blu-ray/DVD de la série télévisée.                       |                                                                                     |
| 2017  | Brave Witches                                           | 25 août 2017                        | 1        | 13e épisode de la série télévisée diffusé au cinéma.                                             |                                                                                     |
| 2017  | Busō Shōjo Machiavellism                                | 25 novembre 2017                    | 1        | Épisode original publié avec l'édition limitée du 7e volume du manga ; coproduite avec Connect.  |                                                                                     |
| 2018  | Masamune-kun's Revenge                                  | 27 juillet 2018                     | 1        | Épisode original publié avec l'édition limitée du 10e et dernier volume du manga.                |                                                                                     |
| 2019  | Fate/kaleid liner Prisma☆Illya: Prisma☆Phantasm         | 14 juin 2019                        | 1        | Épisode original projeté dans les salles japonaises le 14 juin 2019.                             |                                                                                     |
| 2020  | Naka no Hito Genome [Jikkyōchū]                         | 27 février 2020                     | 1        | Épisode original publié avec l'édition spéciale du 10e volume.                                   |                                                                                     |

### Annotations
1. ↑  Le gross uke (ja) (グロス請け, Gurosu uke?) est une forme de sous-traitance dans les productions d'animation japonaise.

### Sources
1. 1 2  (ja) « ABOUT COMPANY 会社概要 », sur Site officiel (consulté le 8 décembre 2018)
2. 1 2  (ja) « 株式会社 シルバーリンク 代表取締役 金子逸人 », sur business-plus.net (consulté le 16 septembre 2014)
3. ↑  (ja) « WORKS 作品 », sur Connect (consulté le 8 décembre 2018)
4. ↑  (ja) « 株式会社ＢＥＥＰの情報 », sur houjin-bangou.nta.go.jp (consulté le 16 septembre 2014)
5. 1 2 3 4  (ja) « アニメ制作会社 株式会社 SILVER LINK.の株式取得（子会社化）に関するお知らせ » [PDF], sur Asahi Broadcasting Group Holdings,‎ 3 août 2020 (consulté le 3 août 2020)
6. ↑  (en) Rafael Antonio Pineda, « SILVER LINK. Absorbs Subsidiary Studio CONNECT : SILVER LINK. founded CONNECT subsidiary in 2012, co-produced numerous shows », sur Anime News Network, 17 juillet 2020 (consulté le 18 juillet 2020)
7. ↑  (en) Rafael Antonio Pineda, « Asahi Broadcasting Group Holdings Acquires SILVER LINK. as Subsidiary : SILVER LINK. recently reabsorbed subsidiary studio CONNECT last month », sur Anime News Network, 3 août 2020 (consulté le 3 août 2020)
8. ↑  (en) Egan Loo, « Maria Holic, Queen's Blade, Tayutama, Hetalia Promos Posted (Updated) : Media Factory posts its Comiket event videos for Michiko, Macademi, others », sur Anime News Network, 28 décembre 2008 (consulté le 8 décembre 2018)
9. ↑  (en) Egan Loo, « Baka to Test to Shōkanjū Light Novels to Be Animated (Updated) : Fantasy romantic comedy about "an idiot, tests, and summoned creatures" », sur Anime News Network, 11 avril 2009 (consulté le 8 décembre 2018)
10. ↑  (en) Egan Loo, « Baka and Test's 2nd TV Season Dated for 2011 », sur Anime News Network, 23 mai 2010 (consulté le 8 décembre 2018)
11. ↑  (en) « Staff＆Cast ＜スタッフ＆キャスト＞ », sur C³, Starchild Records (consulté le 8 décembre 2018)
12. ↑  (en) Crystalyn Hodgkins, « Dusk maiden of Amnesia Anime Staff Listed », sur Anime News Network, 23 décembre 2011 (consulté le 8 décembre 2018)
13. ↑  (en) Crystalyn Hodgkins, « Chitose Get You!! Anime's Cast, Theme Singers Announced : AKB0048's Sayaka Nakaya to star, sing theme song for series premiering in July », sur Anime News Network, 28 mai 2012 (consulté le 8 décembre 2018)
14. ↑  (en) Chris Beveridge, « Kokoro Connect Complete TV Series Collection Blu-ray Anime Review », sur fandompost.com, 23 octobre 2013 (consulté le 8 décembre 2018)
15. ↑  (en) Egan Loo, « OniAi Romantic Comedy TV Anime's 1st Ad Streamed : Onii-chan Dakedo Ai Sae Areba Kankei Nai yo ne— to premiere on October 5 », sur Anime News Network, 10 septembre 2012 (consulté le 8 décembre 2018)
16. ↑  (en) Jennifer Sherman, « Kokoro Connect #14-17 Slated for December 30 », sur Anime News Network, 22 décembre 2012 (consulté le 8 décembre 2018)
17. ↑  (en) Andrew Osmond, « Watamote Released Monday (Updated) : Plus DVD Collectors Edition of Gurren Lagaan, Blu-ray Blu-ray Collectors Edition of Patema Inverted, thirteenth Bleach box-set. », sur Anime News Network, 14 décembre 2014 (consulté le 8 décembre 2018)
18. ↑  (en) Lynzee Loveridge, « Fate/Kaleid Liner Prisma Illya Broadcast Slated for July 12 », sur Anime News Network, 28 mai 2012 (consulté le 8 décembre 2018)
19. ↑  (en) Sarah Nelkin, « Strike the Blood Anime's Comiket 84 Promo Streamed : Anime adaptation of Gakuto Mikumo's light novels to premiere in October », sur Anime News Network, 21 août 2013 (consulté le 8 décembre 2018)
20. ↑  (en) Marlene First, « Non Non Biyori Anime Staff Listed », sur Anime News Network, 25 juillet 2013 (consulté le 8 décembre 2018)
21. ↑  (en) Lynzee Loveridge, « No-Rin Romantic Comedy TV Anime Slated for January », sur Anime News Network, 30 juillet 2013 (consulté le 8 décembre 2018)
22. ↑  (en) Sarah Nelkin, « Fate/kaleid liner Prisma Illya 2wei! Anime's New Promo Previews Minami Kuribayashi Theme : Kuribayashi performs "moving soul" opening song for July anime », sur Anime News Network, 11 juin 2014 (consulté le 8 décembre 2018)
23. ↑  (en) Sarah Nelkin, « Yūichi Nakamura Leads Invaders of the Rokujyōma!? Anime's Cast : Baka & Test, ef: a tale of melodies' Shin Oonuma directs Summer anime », sur Anime News Network, 23 mars 2013 (consulté le 8 décembre 2018)
24. ↑  (en) Karen Ressler, « Girl Friend BETA Anime Gets 1st Promo : Series with a current cast of 20 to premiere on October 12 », sur Anime News Network, 20 août 2014 (consulté le 8 décembre 2018)
25. ↑  (en) Egan Loo, « Utena/Penguindrum's Ikuhara Unveils Yuri Kuma Arashi's 1st Video, Story, More Cast : Yui Ogura, Aoi Yūki, Ami Koshimizu play classmates in story of bears vs. humans », sur Anime News Network, 14 novembre 2014 (consulté le 8 décembre 2018)
26. ↑  (en) Egan Loo, « Madoka Magica/Fate/Durarara Creators' RPG Project Inspire Chaos Dragon Anime : Story of warriors brought together during cold war between countries », sur Anime News Network, 19 février 2015 (consulté le 8 décembre 2018)
27. ↑  (en) Jennifer Sherman, « Non Non Biyori Repeat's 1st Promo Previews Animation : Rural comedy anime's 2nd season to premiere this summer », sur Anime News Network, 20 mars 2015 (consulté le 8 décembre 2018)
28. 1 2  (en) Karen Ressler, « Fate/kaleid liner Prisma Illya 2wei Herz! Promo Confirms Returning Cast : fhána to perform opening theme for third spinoff series », sur Anime News Network, 21 mars 2015 (consulté le 8 décembre 2018)
29. ↑  (en) Egan Loo, « A Chivalry of the Failed Knight Anime's Cast, Staff, Visual Unveiled : Ryota Ohsaka, Shizuka Ishigami star in school sword action anime by SILVER LINK./Nexus », sur Anime News Network, 19 février 2015 (consulté le 8 décembre 2018)
30. ↑  (en) Rafael Antonio Pineda, « Ore ga Ojō-sama Gakkō ni "Shomin Sample" Toshite Gets-rareta Ken Anime's Cast, October Premiere Revealed : Atsushi Tamaru, Yū Serizawa, Rika Tachibana, more star in October romantic comedy », sur Anime News Network, 27 juillet 2015 (consulté le 8 décembre 2018)
31. ↑  (en) Egan Loo, « Silver Link Animates AntiMagic Academy 'The 35th Test Platoon' », sur Anime News Network, 27 juillet 2015 (consulté le 8 décembre 2018)
32. ↑  (en) Egan Loo, « 'Unhappy!' Schoolgirl Comedy Anime Reveals Staff, Spring 2016 Debut : Anime reunites Baka & Test/C³ director, designer at SILVER LINK. », sur Anime News Network, 23 novembre 2015 (consulté le 8 décembre 2018)
33. ↑  (en) Rafael Antonio Pineda, « Tanaka-kun wa Itsumo Kedaruge Anime's Promo Reveals April 9 Premiere : "Utatane Sunshine" opening theme by Unlimited tone also featured », sur Anime News Network, 3 mars 2016 (consulté le 8 décembre 2018)
34. ↑  (en) Rafael Antonio Pineda, « Ange Vierge Fantasy TV Anime Reveals Visual, July 9 Premiere : Anime of Kadokawa/Sega card game stars Minako Kotobuki, Yumi Hara, Aki Toyosaki, Rika Tachibana, Sarah Emi Bridcutt », sur Anime News Network, 8 juin 2016 (consulté le 9 décembre 2018)
35. ↑  (en) Karen Ressler, « Magic of Stella Game-Making Anime's Staff, Fall Premiere Revealed : Non Non Biyori's Kawatsura to direct series at SILVER LINK. », sur Anime News Network, 18 mars 2016 (consulté le 8 décembre 2018)
36. ↑  (en) Rafael Antonio Pineda, « Strike Witches Spinoff TV Anime Brave Witches Debuts in Fall », sur Anime News Network, 13 mai 2016 (consulté le 8 décembre 2018)
37. ↑  (en) Rafael Antonio Pineda, « Masamune-kun's Revenge Anime's Staff, Visual, January Premiere Revealed : Mirai Minato directs, SILVER LINK animates comedy about boy aiming to get revenge on girl who bullied him », sur Anime News Network, 23 septembre 2016 (consulté le 8 décembre 2018)
38. ↑  (en) Crystalyn Hodgkins, « Chaos;Child Anime Reveals January 11 Debut, Theme Song Titles », sur Anime News Network, 20 novembre 2016 (consulté le 8 décembre 2018)
39. ↑  (ja) « アニメ「武装少女マキャヴェリズム」に畠中祐と高田憂希が出演 », sur natalie.mu,‎ 21 décembre 2016 (consulté le 9 décembre 2018)
40. ↑  (en) Jennifer Sherman, « Battle Girl High School Anime's 1st Video Reveals Cast, Staff : Noriaki Akitaya directs July anime starring game's returning cast », sur Anime News Network, 8 juin 2016 (consulté le 8 décembre 2018)
41. ↑  (en) Rafael Antonio Pineda, « Isekai Shokudō TV Anime's Staff, Visual, Summer Premiere Revealed : Fate/kaleid liner Prisma☆Illya 3rei!!'s Masato Jinbo directs, supervises scripts at SILVER LINK », sur Anime News Network, 18 avril 2017 (consulté le 8 décembre 2018)
42. ↑  (en) Rafael Antonio Pineda, « Silver Link Reveals New Two Car Original TV Anime About Motorcycle Sidecar Racing : Ange Vierge's Masafumi Tamura directs anime set on Miyake Island », sur Anime News Network, 18 avril 2017 (consulté le 8 décembre 2018)
43. ↑  (en) Karen Ressler, « Imōto Sae Ireba Ii. Anime Announces Cast, Staff : Yūsuke Kobayashi, Nozomi Yamamoto, more star in SILVER LINK anime », sur Anime News Network, 18 juillet 2017 (consulté le 8 décembre 2018)
44. ↑  (en) Karen Ressler, « Mitsuboshi Colors Anime Premieres on TV in January », sur Anime News Network, 8 juin 2016 (consulté le 8 décembre 2018)
45. ↑  (en) Egan Loo, « Death March to the Parallel World Rhapsody Anime Reveals More of Cast, January 11 Debut : Wake Up, Girls! voice actresses Airi Eino, Kiyono Yasuno join caste », sur Anime News Network, 5 décembre 2017 (consulté le 8 décembre 2018)
46. ↑  (en) Crystalyn Hodgkins, « Silver Link Reveals Butlers: Chitose Momotose Monogatari TV Anime For January Debut : "Academy comedy x battle action" series stars Tatsuhisa Suzuki, Takuya Satō », sur Anime News Network, 15 septembre 2017 (consulté le 8 décembre 2018)
47. ↑  (en) Egan Loo, « Silver Link Animates Miss caretaker of Sunohara-sou for Summer Broadcast : Rina Satou, Eri Kitamura, Ayane Sakura confirmed in romantic comedy about dorm head, middle school boy », sur Anime News Network, 27 décembre 2017 (consulté le 8 décembre 2018)
48. ↑  (en) Egan Loo, « Circlet Princess Web RPG's 2019 TV Anime Confirmed : Juri Nagatsuma, Saki Nakajima, Hitomi Nabatame, Kaori Mizuhashi, Mai Goto star », sur Anime News Network, 9 août 2018 (consulté le 8 décembre 2018)
49. ↑  (en) Rafael Antonio Pineda, « Ao-chan Can't Study! Manga About Lewd Girl Gets TV Anime : SILVER LINK, director Keisuke Inoue adapt Ren Kawahara's manga », sur Anime News Network, 3 décembre 2018 (consulté le 8 décembre 2018)
50. ↑  (en) Crystalyn Hodgkins, « Kenja no Mago TV Anime Reveals Main Staff, Visual, April 2019 Premiere : Yūsuke Kobayashi stars in story of man reincarnated into magical world », sur Anime News Network, 20 septembre 2018 (consulté le 8 décembre 2018)
51. ↑  (en) Crystalyn Hodgkins, « Naka no Hito Genome [Jikkyōchū] TV Anime's 1st Promo Video Reveals Cast, Staff : Daiki Yamashita, Akari Kitō star in series about game streamers in life-or-death struggle », sur Anime News Network, 14 septembre 2018 (consulté le 8 décembre 2018)
52. ↑  (en) Jennifer Sherman, « Itai no wa Iya nano de Bōgyoryoku ni Kyokufuri Shitai to Omoimasu. Anime Reveals Video, Staff : Kaede Hondo stars as Maple in series directed by Fate/kaleid liner Prisma Illya's Shin Oonuma », sur Anime News Network, 6 août 2019 (consulté le 6 août 2019)
53. ↑  (en) Crystalyn Hodgkins, « My Next Life as a Villainess: All Routes Lead to Doom! Anime's Promo Video Reveals Staff, Cast, April 2020 Premiere : Maaya Uchida stars in series at SILVER LINK », sur Anime News Network, 20 octobre 2019 (consulté le 20 octobre 2019)
54. ↑  (en) Rafael Antonio Pineda, « The Misfit of Demon King Academy TV Anime Unveils More Cast, Staff, April Premiere : Tomori Kusunoki, Yuko Natsuyoshi cast in SILVER LINK anime », sur Anime News Network, 10 janvier 2020 (consulté le 17 février 2020)
55. ↑  (en) Rafael Antonio Pineda, « 'Our Last Crusade or the Rise of a New World' TV Anime Unveils Silver Link Staff, Visual : BOFURI's Shin Oonuma, Mirai Minato helm fantasy anime », sur Anime News Network, 14 avril 2020 (consulté le 21 avril 2020)
56. ↑  (en) Egan Loo, « Non Non Biyori TV Anime Season 3 Unveils Returning Cast & Staff, January 2021 Debut, Title : Non Non Biyori Nonstop season reunites SILVER LINK team », sur Anime News Network, 22 mai 2020 (consulté le 18 juillet 2020)
57. ↑  (en) « My Next Life as a Villainess Season 2's Video Reveals New Cast, angela's New Song, July 2 Debut », sur Anime News Network (consulté le 28 mai 2021)
58. ↑  (en) « The Dungeon of Black Company TV Anime Reveals Staff, Cast, July Debut », sur Anime News Network (consulté le 27 mai 2021)
59. ↑  (en) « The Great Jahy Will Not Be Defeated! Anime Unveils Cast, Staff, July 31 Debut With Half-Year Run », sur Anime News Network (consulté le 27 mai 2021)
60. ↑  (en) « The World's Finest Assassin Gets Reincarnated in a Different World as an Aristocrat Novels Get TV Anime in July », sur Anime News Network (consulté le 27 mai 2021)
61. ↑  (en) « Square Enix's Deep Insanity Project Gets TV Anime by Silver Link in October », sur Anime News Network (consulté le 23 septembre 2021)
62. ↑  (en) « The Greatest Demon Lord is Reborn as a Typical Nobody Anime Reveals 2022 TV Debut, Main Staff », sur Anime News Network (consulté le 23 septembre 2021)
63. ↑  (en) « 'When Will Ayumu Make His Move?' Anime Reveals Staff, Visual, July 2022 Debut », sur Anime News Network (consulté le 23 septembre 2021)
64. ↑  (en) « BOFURI: I Don't Want to Get Hurt, So I'll Max Out My Defense. Anime Season 2 to Air in 2022 », sur Anime News Network (consulté le 15 février 2021)
65. ↑  (en) « The Misfit of Demon King Academy Anime Gets 2nd Season », sur Anime News Network (consulté le 27 mai 2021)
66. ↑  « L'anime Mission: Yozakura Family dévoile en vidéo le 7 avril comme date de sortie », sur Anime News Network, 19 avril 2024 (consulté le 21 avril 2024)
67. ↑  (en) « Unaired Chaos;Child Silent Sky Episode to Screen in Theaters », sur Anime News Network (consulté le 10 avril 2022)
68. ↑  (en) Crystalyn Hodgkins, « Gekijōban Fate/kaleid liner Prisma Illya: Sekka no Chikai Film's 2nd Promo Video Reveals August 26 Premiere : Film also reveals story, more cast, more staff », sur Anime News Network, 5 mai 2017 (consulté le 8 décembre 2018)
69. ↑  (en) Rafael Antonio Pineda, « Non Non Biyori Anime Film's 1st Promo Video, Theme Song Singers, August 25 Opening Revealed : nano.RIPE returns for opening song, 4 main voice actresses perform ending song as characters », sur Anime News Network, 24 mars 2018 (consulté le 8 décembre 2018)
70. ↑  « Le nouveau film Fate/kaleid Iiner annoncé pour le 27 août », sur Anime News Network (consulté le 10 avril 2022)
71. ↑  (en) Ko Ransom, « First Kyō no Asuka Show Episode Streamed : Anime directed, designed by Bleach's Masashi Kudo; Video for smartphone app also posted », sur Anime News Network, 2 août 2018 (consulté le 8 décembre 2018)
72. ↑  (ja) « Bonjour♪恋味パティスリー: CAST・STAFF キャスト・スタッフ » (version du 14 avril 2015 sur Internet Archive) (consulté le 8 décembre 2018)
73. ↑  (en) Egan Loo, « Baka and Test Gets New OVA Before 2nd TV Season : 2nd TV season of school fantasy battle comedy already slated for next year », sur Anime News Network, 22 août 2010 (consulté le 9 décembre 2018)
74. ↑  (en) Egan Loo, « C3's (C Cube's) 5th BD/DVD to Have Unaired Episode : "Slightly risque slapstick comedy's" cast head to camp where something awaits them », sur Anime News Network, 18 décembre 2011 (consulté le 9 décembre 2018)
75. ↑  (en) Egan Loo, « Otome wa Boku ni Koishiteru 2: Futari no Elder Promo Streamed : New staff, anime studio adapt Caramel Box's follow-up Otoboku visual novel », sur Anime News Network, 10 mai 2012 (consulté le 9 décembre 2018)
76. ↑  (en) Egan Loo, « Dusk Maiden of Amnesia BD/DVD to Have Unaired Episode : 6 BD/DVD volumes to begin shipping on June 27 in Japan », sur Anime News Network, 24 avril 2012 (consulté le 9 décembre 2018)
77. ↑  (en) Karen Ressler, « 4th Fate/kaleid liner Prisma Illya Drei!! Manga Volume to Bundle Anime's 'Episode 11' : 4th volume to ship in Japan on January 25 », sur Anime News Network, 17 juillet 2013 (consulté le 9 décembre 2018)
78. ↑  (en) Egan Loo, « Non Non Biyori Schoolgirl Manga Gets Original Anime DVD : Atto's story of girls in isolated countryside school already inspired TV anime », sur Anime News Network, 29 septembre 2013 (consulté le 9 décembre 2018)
79. ↑  (en) Sarah Nelkin, « Alice in Borderland Original Video Anime's 1st Promo Previews Suspense : Dragon Crisis! director Hideki Tachibana directs anime at SILVER LINK, CONNECT », sur Anime News Network, 25 août 2014 (consulté le 9 décembre 2018)
80. ↑  (en) Egan Loo, « WataMote: No Matter How I Look at It, It's You Guys' Fault I'm Not Popular! Manga Listed with Anime DVD : Comedy manga's 7th volume to bundle unaired episode 13 on October 22, 2014 », sur Anime News Network, 5 septembre 2013 (consulté le 8 décembre 2018)
81. ↑  (en) Egan Loo, « Strike Witches 'OVA's' Release & Story Outlined : 3 30-minute shorts depict members' lives between 2nd TV series and 2012 film », sur Anime News Network, 14 mars 2014 (consulté le 9 décembre 2018)
82. ↑  (en) Egan Loo, « Fate/kaleid liner Prisma Illya Drei!! Manga to Bundle New Anime Blu-ray : 6th manga volume to bundle brand-new anime episode on April 25, 2015 », sur Anime News Network, 15 juillet 2014 (consulté le 9 décembre 2018)
83. ↑  (ja) Kiichi, « OVA『ストライク・ザ・ブラッド ヴァルキュリアの王国篇』のPVが公開！ 発売日も明らかに », sur dengekionline.com,‎ 14 août 2015 (consulté le 9 décembre 2018)
84. ↑  (en) Kyle Hallmark, « Tanaka-kun is Always Listless BD/DVDs Include Bonus Anime Episodes : 1st 2 BD/DVD volumes feature extra anime episodes, other extras », sur Anime News Network, 10 avril 2016 (consulté le 9 décembre 2018)
85. ↑  (en) Egan Loo, « Non Non Biyori Manga Gets New Original Anime DVD : Atto's 10th manga volume to bundle OAD on September 23 », sur Anime News Network, 10 janvier 2016 (consulté le 9 décembre 2018)
86. ↑  (en) Rafael Antonio Pineda, « New Strike the Blood Video Anime Will Be 4-Volume Series Based on 9th Novel : 1st volume slated for November, 2nd in December, 3rd in March, 4th in April », sur Anime News Network, 8 août 2016 (consulté le 9 décembre 2018)
87. ↑  (ja) [vidéo] « TVアニメ「ステラのまほう」Blu-ray&DVD発売中CM », sur YouTube, 20 décembre 2016 (consulté le 9 décembre 2018)
88. ↑  (en) Karen Ressler, « Unaired Brave Witches Episode 13 Gets Theatrical Screenings : Eila Ilmatar Juutilainen, Sanya V. Litvyak appear in special episode », sur Anime News Network, 28 décembre 2016 (consulté le 8 décembre 2018)
89. ↑  (en) Egan Loo, « Armed Girl's Machiavellism Manga to Bundle Original Anime BD : Same cast, staff as Spring TV anime », sur Anime News Network, 29 mars 2017 (consulté le 9 décembre 2018)
90. ↑  (en) Rafael Antonio Pineda, « Masamune-kun's Revenge OAD Listed as Shipping on July 27 », sur Anime News Network, 26 février 2018 (consulté le 9 décembre 2018)
91. ↑  (en) Crystalyn Hodgkins, « Fate/kaleid liner Prisma Illya: Prisma Phantasm Anime's Promo Video Reveals June 14 Debut : OVA to screen in theaters before shipping on home video », sur Anime News Network, 23 mars 2019 (consulté le 29 juin 2019)
92. ↑  (en) Crystalyn Hodgkins, « The Ones Within Anime's Unaired Episode Previewed in Video : Episode to be bundled with manga's 10th volume on February 27, 2020 », sur Anime News Network, 20 octobre 2018 (consulté le 20 octobre 2019)